# Festa di sant'Efisio
La festa di sant'Efisio (festa de santu Efis in lingua sarda) è una delle più importanti processioni religiose della Sardegna. Si svolge ogni anno il 1º maggio, ininterrottamente dal 1657. In questa festa, come per quella di san Simplicio di Olbia, la Sagra del Redentore a Nuoro, quella di Sant'Antioco a Sant'Antioco e la Cavalcata sarda a Sassari, vengono coinvolti gruppi vestiti con il proprio abito tradizionale provenienti da tutta la Sardegna. Oltre a essere tra le più antiche è anche la più lunga processione religiosa italiana, con circa 65 km percorsi a piedi in 4 giorni, e la più grande del Mediterraneo.

## Storia

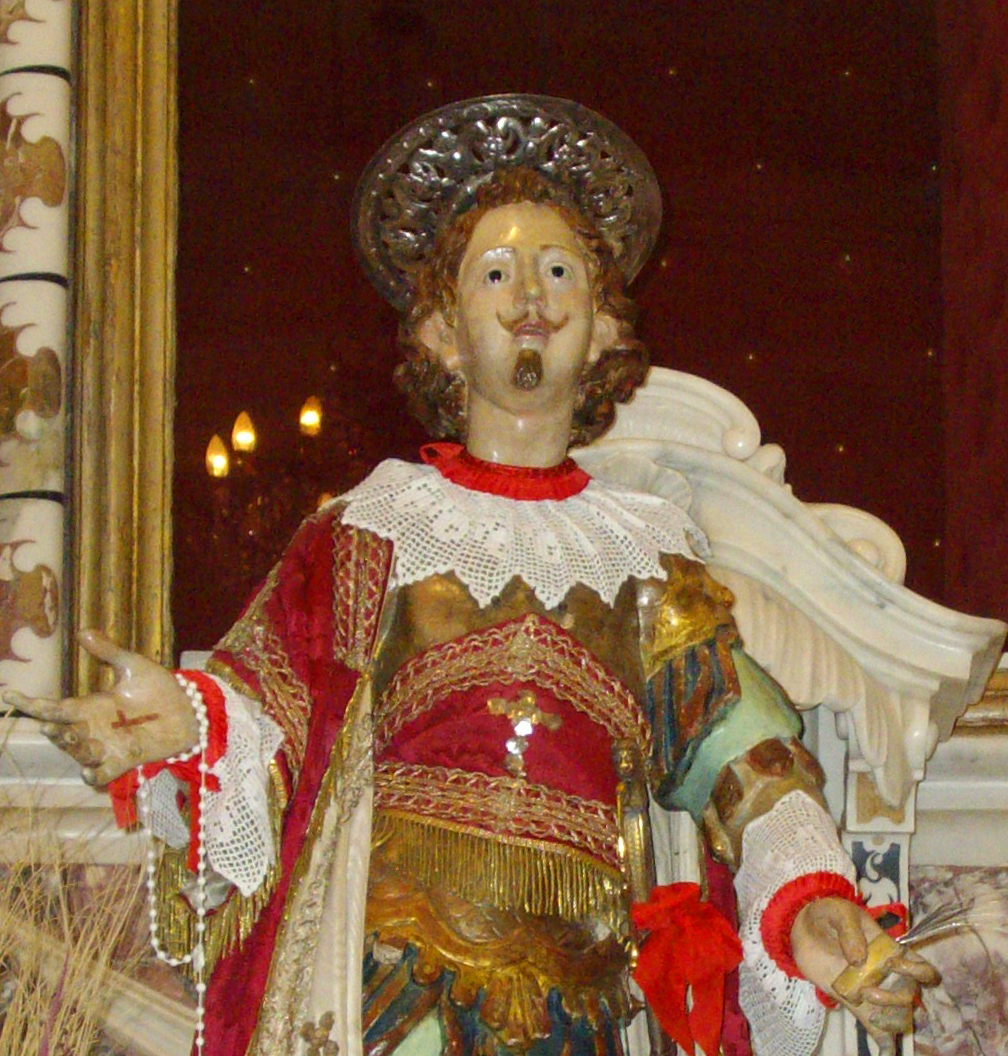
La statua di sant'Efisio che viene portata in processione da Cagliari a Nora

Nell'aprile del 1652, sulla Sardegna si abbatté una terribile epidemia di peste, arrivata dalla Catalogna ad Alghero su un veliero mercantile. Il morbo contagiò tutta la Sardegna, in particolare Cagliari, nella quale morirono circa diecimila abitanti, dimezzando quasi la popolazione.
Prima vittima cagliaritana fu l'arcivescovo don Bernardo De La Cabra. Nel frattempo Cagliari si stava trasformando in un enorme camposanto. Giovanni Spano vuole che a questo punto sant'Efisio sia apparso al viceré conte di Lemos per richiedere, al fine di liberare la città dalla peste, il voto della processione del 1º maggio.
L’amministrazione comunale cagliaritana decise di far proprio l’appello del viceré e formulò un voto a sant'Efisio, una prima volta nel 1652 e una seconda quattro anni più tardi: se fosse riuscito a sconfiggere la peste, ogni anno si sarebbero svolti una processione e dei festeggiamenti in suo onore, partendo dal quartiere di Stampace, fino ad arrivare a Nora, dove il santo era stato martirizzato. A settembre, le abbondanti piogge fecero scomparire la peste, e dall'anno successivo fino a ora, il 1º maggio, si rispetta il voto fattogli anni prima. Fu scelto proprio il mese di maggio poiché simbolo di rigenerazione della natura.

## La festa

### I preparativi
I preparativi per la festa, gestiti dall'Arciconfraternita del Gonfalone, iniziano in realtà da alcuni mesi: il 19 marzo, festa di San Giuseppe, i membri dell’Arciconfraternita eleggono il Terzo guardiano, a cui spetterà la gestione dell’intera festa. In quel periodo viene inoltre designato l'Alter Nos, il rappresentante della municipalità cagliaritana, scelto dal sindaco tra gli assessori, consiglieri o funzionari del Comune. Al termine della processione di Pasquetta, infine, viene solennemente benedetto il giogo dei buoi che trainerà il cocchio del santo durante la processione di maggio.
Si entra nel vivo dei preparativi la mattina del 25 aprile, quando il cocchio dorato che trasporterà il santo - che durante tutto l’anno viene custodito in un apposito locale adiacente alla chiesa di Stampace - viene introdotto all’interno del tempio. Nel pomeriggio, dopo una particolare cerimonia religiosa in lingua sarda, avviene il passaggio di consegne tra il Terzo guardiano uscente e quello eletto per l’anno in corso, che viene così investito della carica. Il pomeriggio del 29 il simulacro viene vestito dei suoi abiti di gala e, il giorno dopo, dei gioielli in oro offerti come ex voto. Al termine di questo rito, il presidente dell'arciconfraternita e il sacrista maggiore depongono la statua all'interno del cocchio dorato.
La mattina del 1º maggio, il terzo guardiano, accompagnato da "Sa Guardianìa", si reca al Palazzo Civico insieme all'Alter Nos, che viene ufficialmente investito delle sue funzioni da parte del sindaco di Cagliari. I due si recano poi alla chiesetta di Stampasse dove verrà celebrata la messa, detta appunto “dell’Alter Nos”. Nel frattempo, "Su Carradori" (colui che si occupa del trasporto del simulacro) addobba i buoi e li conduce nella piazzetta della chiesa, dove, al termine della funzione, verranno agganciati al cocchio del santo. Tradizione vuole che il cocchio lasci la chiesa a mezzogiorno in punto.

### Il pellegrinaggio

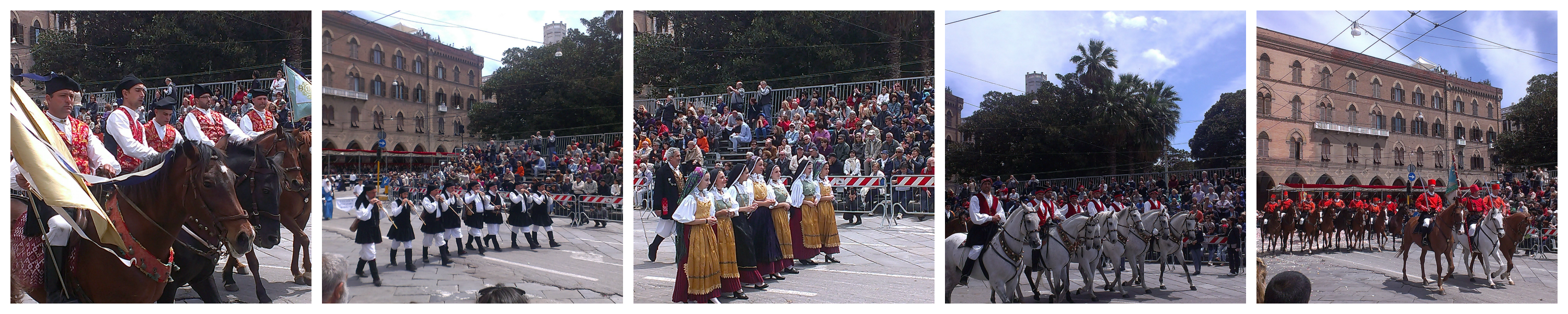
Abiti tradizionali a piedi e a cavallo durante la processione del primo maggio

#### La processione del 1º maggio
La processione che si svolge il primo maggio, o meglio il percorso che si snoda nelle vie del centro cittadino, è aperta dalle traccas, i tradizionali carri addobbati a festa trainati da buoi. Seguono i gruppi folkloristici, circa 5.500 persone che indossano l'abito tradizionale del proprio paese, provenienti da tutta l'isola e che solitamente recitano il rosario o cantano i goccius, litanie in lingua sarda. Tradizionalmente, i primi a sfilare sono i gruppi dei comuni che ospitano il percorso della processione (Cagliari, Sarroch, Villa San Pietro, Pula e Capoterra) e poi via via tutti gli altri, raggruppati per regioni storiche. Ai gruppi seguono i cavalieri, provenienti da ogni angolo della Sardegna.
Dopo il passaggio dell’ultimo plotone di cavalieri, si procede a cospargere il tratto della via Roma davanti al Municipio di petali di rose e fiori (s'arramadura) su cui camminerà il cocchio del santo per ricevere l’omaggio delle autorità civili e religiose cittadine.
La seconda parte della processione è aperta dai cavalieri del Campidano, in sella a cavalli addobbati con coccarde e rosette, seguiti da quattro plotoni di Miliziani, antica “guardia del corpo” della processione, armati di archibugi e sciabole. Ogni plotone rappresenta un quartiere storico della città: Stampace, Villanova, Marina e Castello. A seguire il corpo della Guardianìa a cavallo, in frac nero, cilindro e fascia azzurra ai fianchi: in prima fila, il Terzo Guardiano regge il Gonfalone dell'Arciconfraternita. In frac e cilindro, con una fascia tricolore sui fianchi, procede poi l'Alter Nos, rappresentante del sindaco.
Quindi procedono i membri dell'Arciconfraternita del Gonfalone, introdotti da un confratello che regge un crocifisso del '700. Due di loro, chiamati "i Collaterali", hanno il compito di stare ai lati del cocchio durante tutto il percorso della processione e aprire le porte quando si ferma per consentire ai fedeli di depositare all'interno fiori, offerte, ex-voto e suppliche. L'arrivo nella via Roma, preceduto dal suono delle launeddas, viene salutato dalle sirene delle navi attraccate nel porto.

#### Il cammino verso Nora e ritorno
Lasciata la città, il cocchio raggiunge Giorgino, località situata a un paio di chilometri da Cagliari. Qui, presso la cappella della tenuta della famiglia Ballèro, il simulacro viene spogliato dei gioielli e gli vengono sostituite le vesti con altre più semplici. La statua viene poi trasferita in un cocchio di campagna. Il pellegrinaggio prosegue fino a Maddalena Spiaggia, raggiunta mediante un mezzo militare, dove i fedeli accorrono dalla vicina Capoterra (anticamente chiamata Villa Sant'Efisio). Il viaggio prosegue nella località detta "Su Loi", sempre in territorio capoterrese, con la celebrazione di una Messa. Al tramonto, la processione riprende il suo cammino giungendo a Villa d'Orri, in comune di Sarroch, presso la cappella privata della tenuta dei marchesi Manca di Villahermosa, dove viene officiata la benedizione eucaristica. Al termine, il corteo riprende il viaggio e arriva nel centro del paese. Il Santo viene poi accompagnato fino alla chiesa di Santa Vittoria dove viene celebrata una Messa solenne: qui avviene la sosta per la notte.
La mattina del 2 maggio la processione riparte e fa tappa prima a Villa San Pietro e, nel primo pomeriggio, a Pula, dove l'Alter Nos affida al Sindaco la responsabilità del Rito. Viene quindi celebrata una Messa solenne nella chiesa di San Giovanni Battista. Una sosta davanti al cimitero e un'altra davanti alla chiesetta di San Raimondo e il Santo viene preso in consegna dall'Arciconfraternita e scortato fino a Nora, dove arriva verso le 21. Quindi il simulacro viene deposto in una nicchia all’interno della chiesa romanica a lui intitolata.
Per tutta la giornata del 3 maggio avviene la commemorazione del Martire con messe e funzioni: la più importante viene celebrata in tarda mattinata dall’arcivescovo di Cagliari. Nel tardo pomeriggio ha luogo la processione lungo il litorale, durante la quale il Santo viene trasportato a spalla a rivisitare i luoghi del suo martirio. Al termine della processione a mare, il simulacro riprende posto nel cocchio di campagna e fa ritorno a Pula, nella chiesa di San Giovanni Battista, dove trascorre la terza e ultima notte del suo pellegrinaggio.
La mattina seguente, dopo una messa celebrata nella parrocchiale del paese, il santo inizia il suo percorso verso Cagliari, ripercorrendo il tragitto fatto fino a quel momento: tra le soste previste, significativa è quella di Villa San Pietro, in cui il simulacro viene accolto presso la tenuta denominata Villa Atzori, dove nel 1943 dovette riparare a causa dei bombardamenti bellici. A Giorgino il santo reindossa gli abiti di gala e riprende posto nel cocchio di città, compiendo il tratto finale del pellegrinaggio di ritorno. Il corteo, preceduto da una suggestiva processione di centinaia di fedeli in abito tradizionale, rientra nella chiesa di Stampace intorno alle 23:30, in ogni caso prima della mezzanotte entro la quale deve essere certificato lo scioglimento del voto, che avviene tramite una lettura da parte del Presidente dell’Arciconfraternita, che utilizza la seguente formula: 
Il presidente solitamente conclude la lettura con l’augurio che lo scioglimento del voto si possa ripetere ancora per molti anni (“attrus annus mellus”). Conclude la cerimonia l’intonazione dei tradizionali goccius in onore del Santo.

### Gli eventi dopo la processione
Sciolto il voto, il cocchio di gala con all’interno la statua di Sant’Efisio rimane all’interno della chiesa di Stampace per quasi tutto il mese di maggio, durante il quale si svolgono altri riti in onore del santo, stavolta in maniera più intima e raccolta.
Il 22 maggio, festa di Santa Rita da Cascia, il simulacro del santo viene rimosso dal cocchio, gli vengono tolti tutti i gioielli (riposti nella cassetta di sicurezza che li custodisce per tutto l’anno) e poi ricollocato nella seconda cappella a destra della chiesa, sua dimora per tutto il resto dell’anno. Il 25 è invece il cocchio dorato ad essere rimosso dalla chiesa e riposto nel locale che lo accoglie per tutto l’anno: così, ad un mese esatto dall’apertura, si concludono i festeggiamenti in onore di Sant’Efisio.

## Le chiese

### Chiesa di Sant'Efisio a Stampace

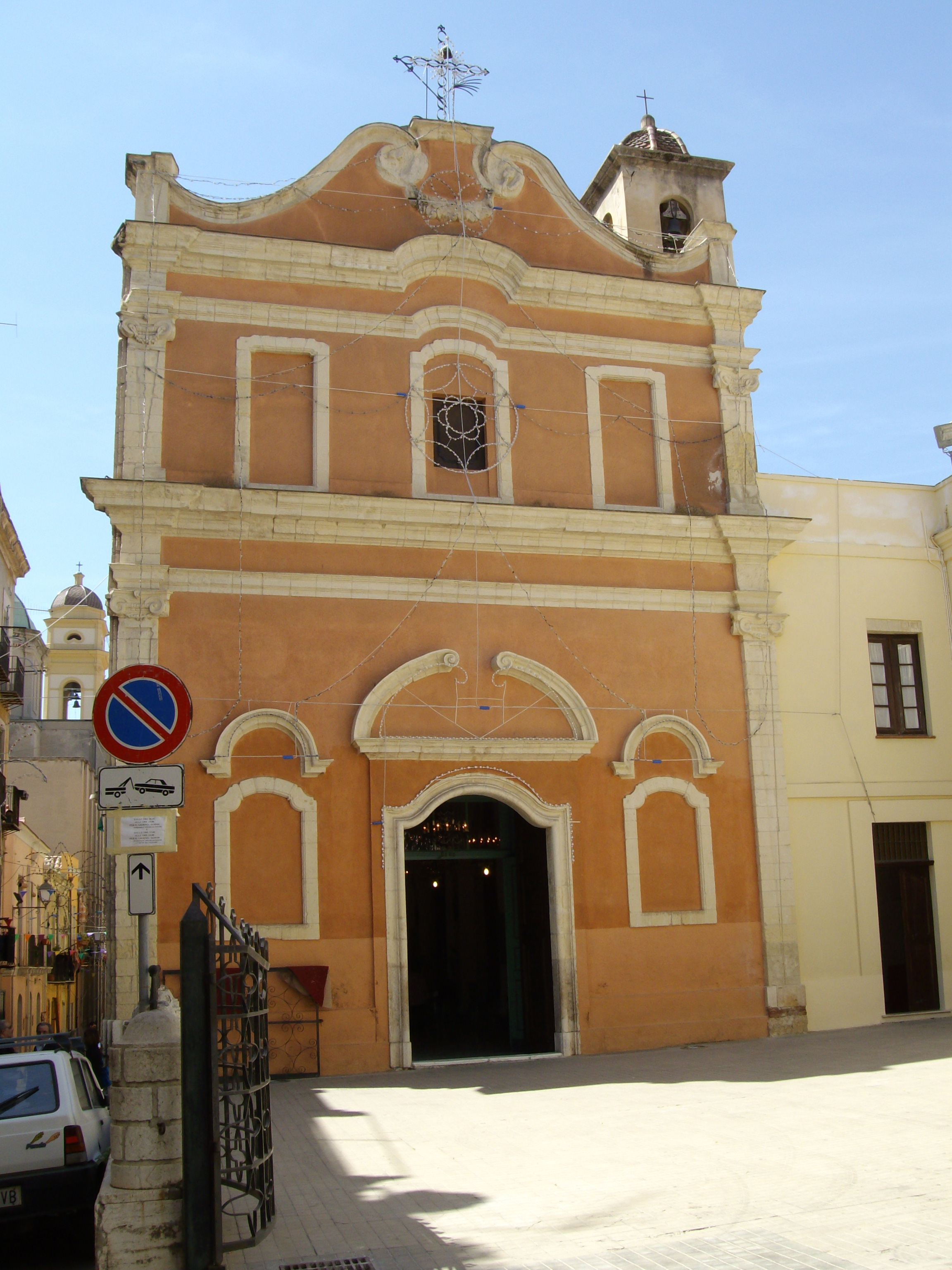
La chiesa di Sant'Efisio a Cagliari

La chiesa attuale venne costruita nel 1780 in stile Barocco ed è il punto di partenza della processione. Prima di essa esistevano nello stesso luogo una chiesa del '200 e una del '500. Presenta una sola navata con tre cappelle per lato. In una delle cappelle è conservata la statua del Santo che viene portata in processione fino a Nora.

#### La cripta
Secondo la tradizione la cripta sotto la chiesa di Stampace sarebbe la prigione nella quale fu imprigionato il santo prima del suo trasferimento a Nora per essere ucciso. La cripta si trova nove metri sotto il manto stradale e vi si accede dalla chiesa soprastante. All'interno si trova una colonna di marmo, chiamata "la colonna del martirio di Efisio", su cui è ancora presente l'anello in metallo in cui veniva agganciata la catena che lo imprigionava.

### Chiesa di Sant'Efisio a Nora

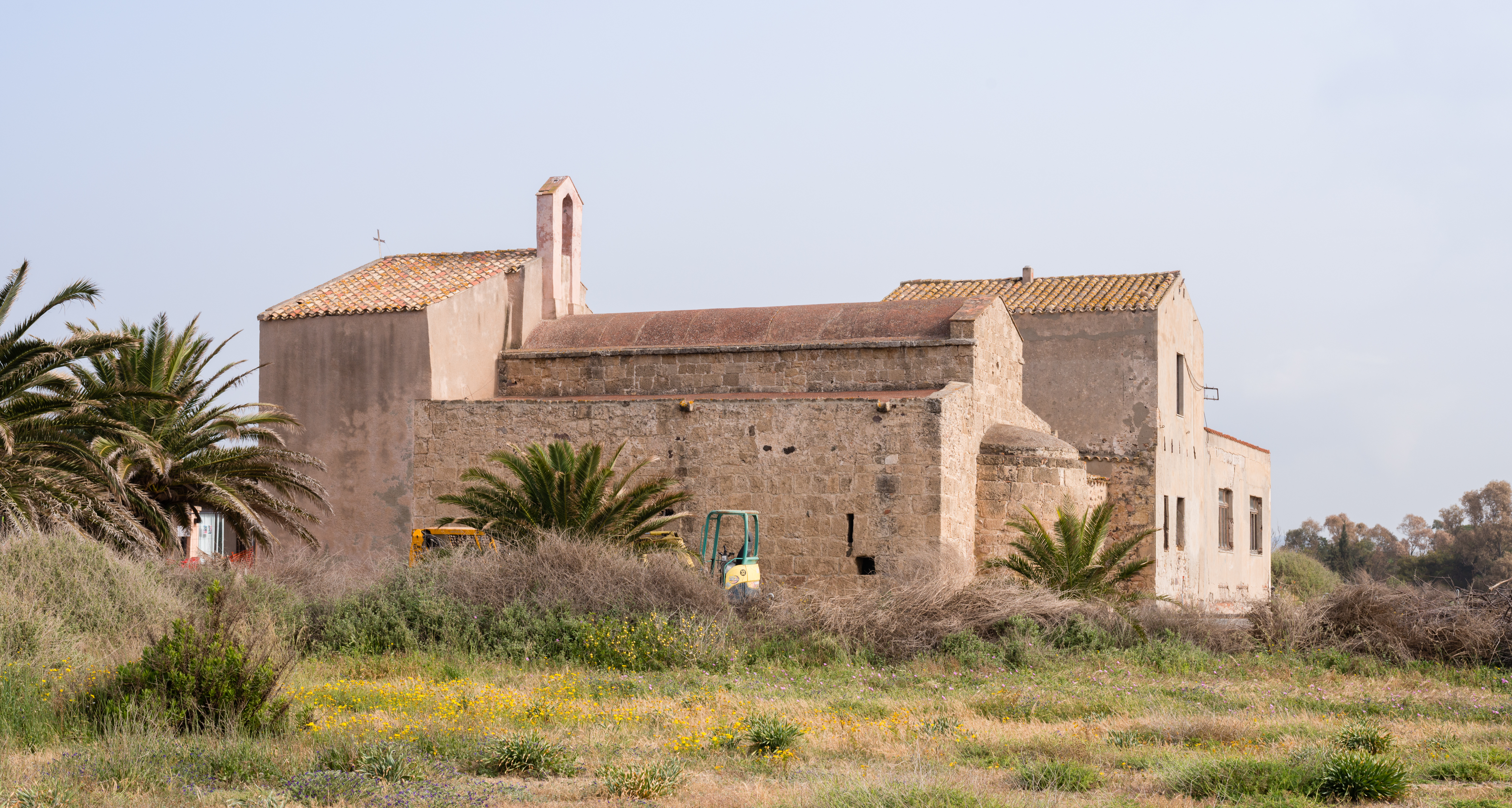
Chiesa di Sant'Efisio, Nora

La chiesa sorge nella spiaggia presso le rovine di Nora. È costruita in stile romanico e presenta 3 navate. Venne consacrata nel 1102.
Nel 1656 fu restaurata grazie alla donazione di Alfonso Gualbès Marchese di Palmas, come ringraziamento per essere sfuggito all'epidemia di peste dopo aver evocato il santo.

## Edizioni particolari
- Edizione del 1794

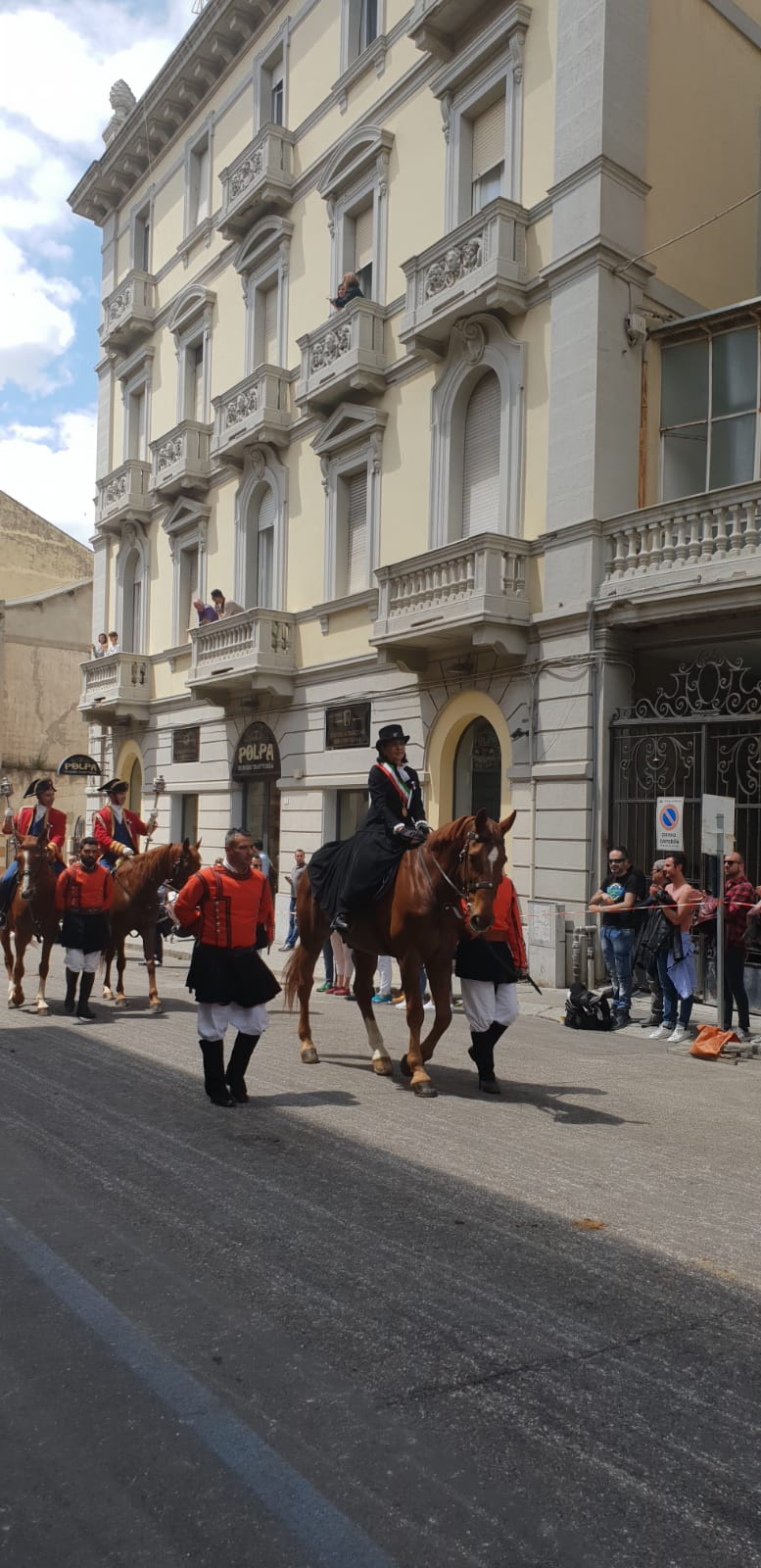
Raffaella Lostia nel ruolo di Alter Nos nell'edizione del 2019, in cui per la prima volta è stata una donna ad aver ricoperto tale ruolo

Il 1º maggio 1794 il santo non partì. Infatti il precedente 28 aprile erano scoppiati a Cagliari, a causa del diffuso malcontento, i moti rivoluzionari sardi, e per le turbolenze lo stamento militare decise di non effettuare la manifestazione. Tuttavia l'amministrazione comunale decise di celebrare la festa per quell'anno il 1º giugno, quando le acque si erano ormai calmate.
- Edizioni dal 1807 al 1814

La sfilata della festa di S. Efisio in questi anni, fu seguita, da un palazzo posto all’angolo tra il Corso Vittorio Emanuele e la Via Sassari, dal Re di Sardegna Vittorio Emanuele I, con la Regina Maria Teresa e le figlie, dal fratello Carlo Felice e dalla Corte sino al 1814. Tradizione poi proseguita sino al 1847 da tutti i Vice-Re presenti in Sardegna.
- Edizione del 1917

Nell’edizione del 1917 la processione del Simulacro si svolse regolarmente, ma senza i consueti riti civili e religiosi, e con l'esclusiva partecipazione dell'Arciconfraternita. Infatti, in quell’anno, le chiamate al fronte della prima guerra mondiale di tantissimi giovani sardi fecero saltare ogni festeggiamento.
- Edizione del 1918

L’edizione della festa del 1918 è quella che precede la fine della Grande Guerra (che si sarebbe conclusa il 4 novembre successivo con l’armistizio di Villa Giusti). In quell’occasione a trainare il cocchio di Sant’Efisio fino a Nora non furono i buoi, ma bensì alcuni soldati reduci dal fronte bellico che vollero in quel modo ringraziare il Santo per aver avuto salva la vita. Gli stessi reduci trainarono il cocchio anche nel viaggio di ritorno da Nora fino alla chiesa di Stampace.
- Edizione del 1929

L'edizione del 1929 viene ricordata perché alla processione aveva assistito la famiglia reale italiana (compreso il re Vittorio Emanuele III di Savoia), con le principesse reali che per l'occasione avevano indossato un vestito sardo tradizionale.
- Edizione del 1943

Come molte città italiane, anche Cagliari nel 1943 fu vittima dei bombardamenti alleati avvenuti circa due mesi prima. Il primo maggio di quell’anno, nonostante il clima di desolazione che arieggiava in tutta la città, fu deciso comunque di organizzare il pellegrinaggio. La statua del santo, ricoperta di invocazioni scritte, banconote e di fotografie, fu portata in processione in mezzo alle macerie del capoluogo su un camioncino del latte, seguita da pochi ma devoti fedeli.
- Edizione del 2019

L’edizione 363 della festa è ricordata prevalentemente perché per la prima volta nella pluricentenaria storia della festa il ruolo di Alter Nos viene affidato ad una donna, la funzionaria del comune di Cagliari Raffaella Lostia. Per l'occasione si è creato anche un abito apposito in versione femminile, per forza di cose inedito, ma nel rispetto dei canoni dell'abito tradizionalmente nella versione al maschile.
- Edizioni del 2020 e 2021

A causa delle misure di contenimento della pandemia di Covid-19, negli anni 2020 e 2021 la processione del 1 maggio non si è potuta svolgere. Il voto al Santo è stato però ugualmente sciolto: il simulacro del santo, caricato su un furgone, lasciava la sua chiesa di Stampace la mattina presto (il 3 maggio per il 2020 e il 1 maggio per il 2021), raggiungendo Nora senza tappe intermedie, dove è stata celebrata la messa con un ristretto gruppo di fedeli. Al termine della funzione, il furgone con a bordo Sant’Efisio ritornava in città dove, nella sua chiesa, veniva pronunciata la formula rituale per lo scioglimento del plurisecolare voto.